# Comitato nazionale per l'energia nucleare
Il Comitato Nazionale per l'Energia Nucleare (CNEN) è stato un ente per la promozione dello sviluppo dell'energia nucleare per usi civili in Italia.
Nasce nel 1960 in seguito alla ristrutturazione del preesistente Comitato nazionale per le ricerche nucleari (CNRN), a sua volta istituito nel 1952.
Occorre dire che il comitato non aveva una istituzione formale ed essendo privo di potere giuridico non era in grado di gestire risorse economiche. Nonostante si trovasse a svolgere i propri compiti in condizioni assolutamente non indipendenti, riuscì a portare l'Italia ad un ottimo livello di competenza nucleare su scala mondiale. Fu in questo clima che nel 1963 Felice Ippolito fu accusato di avere commesso illeciti nella gestione e condannato penalmente. La vicenda fu ed è ancora molto controversa, ma comunque segnò un duro colpo per il comitato e lo sviluppo energetico italiano.
Nel 1982, in seguito alla crisi del nucleare, il comitato si è trasformato nell'attuale ENEA.

## Storia del CNEN
Nel 1960 il Parlamento italiano trasforma il CNRN in Comitato Nazionale per l'Energia Nucleare (CNEN), distaccandolo definitivamente dal CNR. Il presidente è il ministro dell'Industria (che nel 1960 era Emilio Colombo) mentre Felice Ippolito continua a ricoprire il ruolo di Segretario Generale. Nello stesso anno il Governo italiano cede (a condizioni abbastanza svantaggiose) all'Euratom il Centro Ricerche di Ispra e il reattore CP5 dopo soli pochi mesi dal suo completamento. La trattativa viene condotta in maniera poco trasparente e l'esito causa grandi proteste sui giornali e le dimissioni del direttore del centro di Ispra, il Prof. Carlo Salvetti (1918-2005).
Gran parte della ricerca tecnologica sviluppata ad Ispra viene trasferita nel Centro della Casaccia, che assume un ruolo ancora più rilevante. La Casaccia diventa il centro più importante per la ricerca nucleare applicata in Italia: i primi laboratori ad entrare in funzione sono il laboratorio di genetica (fondato da Adriano Buzzati Traverso insieme a Gian Tommaso Scarascia Mugnozza) e il laboratorio di elettronica.
All'inizio degli anni 60 viene sviluppata e costruita a Frascati una nuova macchina acceleratrice di particelle elementari denominata ADA (Anello Di Accumulazione da 250 MeV) che sarà la capostipite di tutti gli altri anelli di accumulazione che verranno costruiti nel mondo. Sempre negli anni 60 il CNEN realizza a Frascati, in collaborazione con EURATOM, il laboratorio Gas Ionizzati che è il primo nucleo di ricerca italiano ad occuparsi dei problemi della fusione termonucleare ed apre un centro a Bologna che orienta i suoi obiettivi all'informatica configurandosi come uno dei maggiori Centri nazionali di calcolo scientifico.
Contemporaneamente il CNEN si propone anche come struttura di sviluppo tecnologico in stretto collegamento con l'industria, per la progettazione e realizzazione di impianti nucleari e impianti per il ciclo del combustibile.
In questo settore il primo progetto avviato dal CNEN (sempre sotto la guida del segretario generale Ippolito) è denominato PRO e sorprendentemente riguarda la realizzazione di un reattore di un tipo ancora diverso dalle tre centrali in costruzione. PRO sta infatti per Progetto Reattore Organico, una tecnologia basata su uranio arricchito raffreddato con un fluido organico. Era una tecnologia su cui si lavorava solo negli USA e di cui si sapeva ancora poco ma si decide comunque di partire non con degli studi di base ma direttamente con la progettazione del reattore. Questa tecnologia fu abbandonata negli USA nel 1962 e fallì anche ad Ispra determinando una crisi irreversibile di quei laboratori.
Il secondo progetto varato dal CNEN è il PCUT e cioè il “Progetto Ciclo Uranio Torio” che all'epoca era una tecnologia assolutamente marginale. Si decide comunque di realizzare un impianto per il riprocessamento del torio irraggiato. Non essendo in costruzione in Italia alcun reattore autofertilizzante a ciclo uranio-torio, l'impianto (che finirà per costare una trentina di milioni di dollari) doveva servire a riprocessare del combustibile irraggiato in una piccola centrale statunitense (quella di Elk River) che poi andava riconsegnato agli statunitensi a fronte di un corrispettivo di un solo milione di dollari. L'impianto, denominato impianto ITREC, venne costruito nel centro ricerche della Trisaia a Rotondella in Basilicata.
Il terzo progetto è quello riguardante la costruzione di un impianto di riprocessamento degli elementi di combustibile nucleare esauriti provenienti non solo dai reattori di ricerca italiani ma anche da quelli del resto d'Europa. Il progetto, chiamato EUREX, viene avviato con la costruzione nel 1963 dell'impianto a Saluggia ma in seguito fallisce visto che le richieste di ritrattamento dal resto d'Europa risultano minime (l'impianto verrà chiuso definitivamente nel 1983).
Nel novembre del 1962 vengono nazionalizzate le aziende operanti nella produzione, commercializzazione, distribuzione e trasporto di energia elettrica e viene istituita l'ENEL. Ippolito entra a far parte del consiglio di amministrazione dell'ENEL e per legge si deve dimettere dall'incarico di Segretario Generale del CNEN. Lo fa ma si fa subito riassumere come consulente con gli stessi compiti.
Nel 1962 entra in funzione la centrale di Latina, nel 1963 quella di Sessa Aurunca e nel 1964 quella di Trino. Le tre centrali furono pagate molto care e produssero energia nettamente più costosa di quella prodotta da impianti convenzionali (a quel tempo il petrolio costava solo 2 dollari al barile) ma furono utili per ottenere una conoscenza approfondita dei problemi connessi all'esercizio di impianti di questo tipo.
Nell'agosto del 1963 il segretario del partito socialdemocratico Saragat sferra, tramite i giornali, un attacco alla validità economica della costruzione delle tre centrali nucleari e pochi giorni dopo un suo collega di partito, il deputato Preti, bolla il piano quinquennale del CNEN come un insieme di "iniziative azzardate". L'irregolarità della posizione di Ippolito (e cioè l'incompatibilità ENEL-CNEN) viene usata per sospenderlo dall'incarico nel CNEN. Subito dopo viene istituita una commissione di indagine ministeriale. L'accertamento di irregolarità amministrative nella gestione del CNEN e di assunzioni di personale “segnalato” da politici che poi, in due casi, non si presenta neanche al lavoro porta all'apertura di un processo penale nei confronti di Ippolito. È bene notare che, legalmente, il primo responsabile delle irregolarità amministrative è il presidente Emilio Colombo che però, “stranamente”, non viene rinviato a giudizio. Ippolito viene sostituito, nominando vicepresidente, nel febbraio 1964, il professor Carlo Salvetti.
Il 29 ottobre 1964 Felice Ippolito viene condannato a 11 anni e 4 mesi di prigione senza le attenuanti generiche, il che sembra a molti osservatori una pena sproporzionatamente alta. In appello la pena verrà ridotta a cinque anni e tre mesi e, dopo due anni e venti giorni trascorsi nel carcere di Rebibbia, Ippolito viene liberato. Infine, nel 1968, riceverà la grazia dal presidente della Repubblica Giuseppe Saragat, lo stesso che aveva avviato la campagna contro di lui. Bisogna notare che all'incirca nello stesso periodo avvengono sia l'attentato (il 27 ottobre 1962) al presidente dell'Eni Enrico Mattei che l'arresto (l'8 aprile 1964) per "peculato" di Domenico Marotta, direttore dell'Istituto Superiore di Sanità (ISS), nato da un finanziamento della Rockefeller Foundation e che aveva avuto ottimi risultati di ricerca e una gestione efficiente. Questi eventi sono stati spesso interpretati come azioni ispirate dagli Stati Uniti d'America e appoggiate dal Governo italiano per limitare lo sviluppo e l'autonomia scientifica e tecnologica dell'Italia e per difendere gli interessi degli USA a venderci tecnologie nucleari e a sostenere le loro compagnie petrolifere. Non va dimenticato inoltre che Mattei e Ippolito avevano anche avuto un ruolo determinante rispettivamente nell'"accordo tripartito" e nell'avvio del progetto del sottomarino "Guglielmo Marconi".
Dopo la sostituzione di Ippolito vengono istituite delle commissioni per effettuare una revisione dei programmi che nel 1964 producono i seguenti risultati:
- Cancellazione del progetto per la realizzazione del reattore PRO visti i costi enormi previsti per il suo completamento. Si mantiene invece la ricerca di base sui moderatori e refrigeratori organici.
- Continuazione del progetto EUREX estendendolo anche al riprocessamento dei combustibili delle centrali di potenza.
- Continuazione del progetto PCUT visto l'interesse degli americani ed il contributo già assegnato dall'EURATOM. Tuttavia la decisione si rivelerà infelice dato che il progetto causerà un passivo 15 volte maggiore delle previsioni[3] e che gli elementi riprocessati saranno alla fine inservibili per gli americani.
- Impegno in un nuovo progetto sul reattore nucleare CIRENE (CIse REattore a NEbbia) inizialmente lasciato al CISE che lo aveva concepito. Si tratta di un reattore ad uranio naturale in cui il liquido refrigerante è un gas contenente una frazione liquida in sospensione. Il progetto passerà al CNEN nel 1967 quando si deciderà anche di costruire un reattore prototipo da 35 MW.
- Avvio di un'attività di ricerca sui reattori veloci che pochi anni dopo porterà all'avvio del progetto PEC (Prova Elementi di Combustibile). Si tratta di un progetto molto ambizioso che prevede la costruzione di un reattore veloce di prova che doveva entrare in funzione nel 1972.

In questi anni il mondo è preso da un grande entusiasmo per le prospettive dell'energia nucleare e l'Italia non fa eccezione. Si creano però due schieramenti tecnologici-produttivi. Il primo costituito da FIAT-Tosi-Marelli basato sulla licenza PWR-Westinghouse, e l'altro (basato sulla licenza BWR General Electric) formato dall'IRI-Ansaldo e dall'ENI per il combustibile nucleare.
Il 4 agosto 1967, Ansaldo Meccanico Nucleare (dell'allora gruppo IRI-Ansaldo) e General Electric costituiscono, tramite joint venture, una società (Fabbricazioni Nucleari S.p.A.) per la fabbricazione di elementi di combustibile in un nuovo stabilimento ubicato a Bosco Marengo in provincia di Alessandria.
Nel 1967 il presidente dell'ENEL annuncia in modo ufficiale che il suo Ente avrebbe ordinato almeno una centrale elettronucleare all'anno.
La lotta tra le Partecipazioni Statali (appoggiate dalla lobby genovese e dal PCI) e la FIAT è però molto accanita e ritarda le decisioni: continuerà fino alla sconfitta definitiva della FIAT che lascerà il campo nel 1980. Solo nel 1970 l'ENEL inizia la costruzione della centrale elettronucleare di Caorso (850 MW con la tecnologia BWR):il suo completamento richiederà più di otto anni. È da notare che nel periodo 1967-71 furono costruite 30 centrali in Francia e 15 in Germania).
A rallentare ulteriormente le iniziative italiane concorre in quegli anni una lotta tra l'IRI e l'ENI che tenta di fare tutto da sola accordandosi con una società tedesca per costruire anche i reattori. La ripartizione dei compiti (IRI per le centrali ed ENI per il combustibile) viene formalizzata dal CIPE nel 1971.
Nel 1971 l'INFN viene separato dal CNEN divenendo un ente pubblico con una sua personalità giuridica e nell'anno successivo i laboratori di Frascati vennero divisi, non senza problemi, tra CNEN ed INFN.
Nel 1972 nasce la Nucleare Italiana Reattori Avanzati (50% Ansaldo e 50% Agip Nucleare) per lo studio e la sperimentazione dei reattori veloci.
Nel 1973, in occasione della guerra del Kippur, i paesi arabi impongono un embargo petrolifero e causano la prima crisi petrolifera con il raddoppio del prezzo del gasolio. Di fronte all'evidenza del problema della sicurezza degli approvvigionamenti di idrocarburi il Governo italiano rilancia il programma nucleare. Il piano (chiaramente velleitario vista la situazione industriale italiana) verrà definito un paio di anni dopo sotto l'allora ministro dell'industria Donat Cattin e prevede la realizzazione di 20 centrali nucleari da 1000 MW al ritmo di due ogni anno.
Negli stessi anni, a Frascati, il CNEN avvia il progetto e la realizzazione della grande macchina per la fusione termonucleare a confinamento magnetico, a geometria toroidale, FT (Frascati Tokamak) che entrerà in funzione nel 1977.
Nel 1974 un gruppo di ricercatori del CNEN, insieme al professor Scarascia, decide di irraggiare le sementi della varietà di frumento usata per produrre il grano duro (frumento Cappelli) con neutroni in modo da ottenere una mutazione che avesse caratteristiche più favorevoli. L'esperimento ebbe successo, furono ottenute sementi adatte allo scopo e successivamente ibridizzate con varietà messicane fino ad ottenere una nuova varietà denominata “Creso” dalle caratteristiche eccezionali. Il Creso si imporrà sul mercato ed è ora usato per circa il 90% della produzione nazionale di grano duro.
Il 2 agosto 1975 il CIPE decide di avviare la realizzazione della quinta centrale italiana (con una potenza di mille megawatt) localizzata a Montalto di Castro.
Comincia però a crescere rapidamente un movimento di opposizione al nucleare trainato da partiti, sindacati, associazioni ed enti locali. Le contestazioni impongono una battuta d'arresto alla progettazione della centrale, che ottiene il nulla osta soltanto nel febbraio 1979, seguito poi dall'avvio effettivo dei lavori nella seconda metà del 1981.
In questo periodo, con la gestione Clementel, il CNEN avvia molte collaborazioni con l'industria pubblica del gruppo IRI finendo però per ridursi al ruolo di semplice finanziatore: in particolare il progetto del reattore nucleare CIRENE viene affidato per la realizzazione industriale al gruppo Ansaldo mentre il progetto PEC per la realizzazione di elementi di combustibile per reattori veloci viene affidato alla NIRA.
Nel frattempo l'industria nazionale (ANSALDO, FIAT, BREDA e una miriade di sub-fornitori) viene coinvolta nella realizzazione (che durò dal 1974 al 1981) della centrale veloce europea "Superphoenix" presso Lione da parte del consorzio NERSA di cui la EDF deteneva il 51% ed ENEL il 33%.
In Italia però il nucleare non riesce a svilupparsi. Le cause sono molteplici. Ci sono indecisioni strategiche sul tipo di reattori da realizzare (BWR, PWR, ad uranio naturale o addirittura autofertilizzanti) e sulla scelta tra acquisto delle licenze all'estero (da General Electric e da Westinghouse) o lo sviluppo più lento di una soluzione italiana. Ci sono contrasti su come spartire gli appalti. C'è anche, nel 1976, la decisione del Presidente degli USA, G.R. Ford, di privatizzare il nucleare statunitense con la conseguente perdita della garanzia governativa USA sui finanziamenti internazionali che avrebbero dovuto sostenere il Piano Nucleare Italiano. Ma soprattutto c'è la opposizione degli enti locali ad accogliere sul proprio territori i nuovi impianti.
Il Programma viene ridotto prima a 12 centrali da 1000 MW e in seguito a sole 6 centrali.
Il ridimensionamento del Programma Nucleare nazionale mette in crisi le attività del CNEN e nel 1978 la stessa definizione istitutiva del Comitato viene posta in discussione pubblicamente con la presentazione di diverse iniziative di legge per cambiare l'assetto istituzionale del CNEN ed in parallelo con iniziative di legge per la creazione di nuovi organismi governativi per lo sviluppo delle fonti rinnovabili ed in particolare dell'energia solare.
Il 20 ottobre 1978 il ministro dell'Industria, Carlo Donat-Cattin, presenta al Consiglio dei ministri un Ddl di iniziativa governativa che prevede l'allargamento delle attività del CNEN al settore delle fonti di energia rinnovabile, ed in particolare all'energia solare con la costruzione di un apposito Centro di Ricerca nel mezzogiorno.
A metà del 1978 viene chiamato a presiedere il CNEN il Prof. Umberto Colombo, già Direttore dell'Istituto Donegani e delle ricerche della Montedison, membro del Gruppo di Roma sui Limiti dello Sviluppo di Aurelio Peccei.
Nel 1979, in seguito al blocco della produzione petrolifera dell'Iran per lo scoppio della rivoluzione e la successiva guerra con l'Iraq, esplode la seconda crisi petrolifera che ripropone la discussione sulla situazione energetica italiana, sulla dipendenza dal petrolio e sulle possibili opzioni alternative.
Inoltre nel 1979 avviene l'incidente di Three Mile Island che fornisce nuova spinta alle contestazioni ambientalistiche al nucleare.
Il 15 novembre 1979 c'è un'audizione del prof. Colombo alla Commissione Industria del Senato sulle prospettive delle energie alternative in Italia. Il prof. Colombo, in accordo con le tesi precedentemente avallate da Donat Cattin, sostiene la necessità nazionale dello sviluppo delle energie alternative e del risparmio energetico e l'opportunità di assegnare al CNEN tale compito vista l'esistenza nell'Ente di competenze e strutture, vista la funzione di cerniera esercitata dall'Ente tra il mondo della ricerca e quello dell'industria, e vista la possibilità di riconvertire alcune strutture tecnico-amministrative dell'Ente per abbreviare i tempi.
Il CIPE accetta queste tesi sulle fonti rinnovabili al CNEN nel 1980 e stanzia i relativi finanziamenti. La mancata creazione di una nuova istituzione indipendente, come in altri paesi, e l'assegnazione al CNEN della competenza sul solare “non mancherà di avere ripercussioni sulla reale possibilità operativa delle strutture preposte dall'Ente ad operare sull'energia solare “a fianco”, ma in realtà in una sorta di “conflitto d'interesse” di carattere soprattutto culturale, con le attività ben più consistenti che operavano già da molti anni sul nucleare”.
Il Piano Energetico Nazionale, approvato dal CIPE e dal Parlamento nel dicembre 1981, oltre ad indicare il programma di realizzazione delle nuove Centrali Nucleari per gli anni '90, introduce il concetto di impianto standard o unificato.
Uno degli obiettivi definiti dal Piano è infatti quello di sviluppare un Progetto Unificato Nucleare, basato sul sistema PWR, identico per tutto il pacchetto delle prossime 7 o 8 unità, salvo quegli adattamenti che potranno essere richiesti in relazione ai singoli siti. La prima centrale del Programma Nucleare Unificato dell'ENEL sarebbe dovuta sorgere al posto della vecchia centrale di Trino e si avviano anche i primi lavori preparativi per il cantiere.